# الو، بخش پرنو
الو، بخش پرنو (به لاتین: Alu, Pärnu County) یک روستا در استونی است که در شهرستان پارنو واقع شده‌است.

## خصوصیات
الو ۱۸ نفر جمعیت دارد.